# Poirot Investigates
Poirot Investigates (Poirot Investiga, no Brasil / Poirot Investiga ou As Investigações de Poirot, em Portugal) é um livro composto por quatorze contos de Agatha Christie, publicado em 1924 no Reino Unido, pela editora Bodley Head. Neles, o detetive Hercule Poirot soluciona casos de avareza, ciúme e vingança.

## Enredo
Todas as histórias são narradas pelo capitão Arthur Hastings, o fiel companheiro do detetive belga Hercule Poirot, sendo que várias delas contam também com a participação de Japp, o inspetor-chefe da Scotland Yard.
São casos dos mais diversos tipos: roubos, raptos e assassinatos, que Poirot resolve com uma certa facilidade, utilizando sempre as suas formidáveis “células cinzentas”.
Em uma das histórias, Hastings relata o único fracasso de Poirot, no tempo em ele ainda era da polícia. Em outra, o detetive resolve um mistério deitado em sua própria cama, pois não pôde sair de casa devido a um forte resfriado.

## Contos que compõem a obra
- The Adventure of "The Western Star" (A Aventura do Estrela do Ocidente)
- The Tragedy at Marsdon Manor (A Tragédia de Marsdon Manor)
- The Adventure of the Cheap Flat (A Aventura do Apartamento Barato)
- The Mystery of Hunter's Lodge (O Mistério de Hunter's Lodge)
- The Million Dollar Bond Robbery (O Roubo de Um Milhão de Dólares em Obrigações do Tesouro)
- The Adventure of the Egyptian Tomb (A Aventura da Tumba Egípcia)
- The Jewel Robbery at the Grand Metropolitan (O Roubo da Jóias no Grand Metropolitan)
- The Kidnapped Prime Minister (O Primeiro-Ministro Sequestrado)
- The Disappearance of Mr. Davenheim (O Desaparecimento do Sr. Davenheim)
- The Adventure of the Italian Nobleman (A Aventura do Nobre Italiano)
- The Case of the Missing Will (O Caso do Testamento Desaparecido)
- The Veiled Lady (A Dama de Véu)
- The Lost Mine (A Mina Perdida)
- The Chocolate Box (A Caixa de Bombons)

Ainda que constem da edição brasileira e estadunidense, os três últimos contos somente foram publicados em livro na Grã-Bretanha em 1974, no volume Poirot's Early Cases.